# Santa María Cahabón
Santa María Cahabón è un comune del Guatemala facente parte del dipartimento di Alta Verapaz.
L'abitato venne fondato nel 1543 da un gruppo di missionari domenicani, in un territorio già abitato fin da epoca precolombiana.